# Xuezhen Shan
Xuezhen Shan (chinesisch 学珍山) ist ein 122 m hoher Hügel an der Ingrid-Christensen-Küste des ostantarktischen Prinzessin-Elisabeth-Lands. In der Lied Promontory der Larsemann Hills ragt er 100 m östlich des Gentner Peak  auf.
Chinesische Wissenschaftler benannten ihn 1993 im Zuge von Vermessungs- und Kartierungsarbeiten im Jahr 1993.